# Tata Teleservices
Tata Teleservices Limited (TTSL) (código BSE 532371) es una compañía de banda ancha india, proveedora de servicios de telecomunicaciones con sede en Bombay, Maharashtra (India). Es una filial del Grupo Tata, un conglomerado indio. Opera bajo el nombre de Tata DoCoMo en varias regiones de India.

## Historia
En noviembre de 2008, el gigante de la telecomunicación japonesa NTT DoCoMo adquirió un 26% de participación en Tata Docomo, una filial de Tata Teleservices, por aproximadamente ₹ 130.700 millones (USD $1.900 millones) o un valor de empresa de ₹ 502.69 mil millones (USD $7.5 mil millones). NTT DoCoMo anunció el 25 de abril de 2014 que van a vender 100% de sus participaciones en Tata DoCoMo a Tata Teleservices y salir de las telecomunicaciones de India. La razón para su salida era la pérdida de $1.3 mil millones.
En febrero de 2008, TTSL anunció que proporciona servicios CDMA para móviles destinados a los jóvenes, en asociación con Virgin Group. El 1 de abril de 2015, los usuarios de móvil Virgen CDMA & GSM han sido emigrados a la operadora Tata DoCoMo y a sus marcas Tata Indicom o Delhi NCR.
Actualmente Tata Teleservices proporciona servicios móviles bajo las marcas siguientes:
- Tata DoCoMo (CDMA & GSM Operador móvil, banda ancha inalámbrica)
- T24 Móvil  (GSM operador móvil)

## Mercado
Tata Indicom en abril de 2009, superó los 35 millones de abonados en la categoría inalámbrica con una base de suscriptor global por encima de 36 millones.
Otra marca de Tata Teleservices, Delhi NCR, cuenta con una base de abonados de 5 millones.

## Marcas
Tata Teleservices lanzó la marca Virgin Mobile para apuntalar el segmento de la juventud.
TTSL también mantiene una red de distribución a través de pueblos, donde las personas están nombradas y entrenados por TTSL. La compañía unió esfuerzos con Tata Sustancias químicas, Tata Kisaan Sansar red, diseminando información a través de estos centros y utilizándolos de distribuidores locales.